# Джеймс Крісті-старший
Джеймс Крісті-старший (1730, Перт, Шотландія — 1803, Пелл-Мелл, Анґлія) — британський антиквар та аукціоніст, засновник відомого аукціону «Крістіз».

## Життєпис
Його перший продаж відбувся 5 грудня 1766 року в кімнатках на вулиці Пелл-Мелл, які до цього використовувалися як склад. Згодом аукціон переїхав і розташовувався по сусідству з письменником Ґейнсборо, який мешкав у західному крилі будинку.
Багато хто описує Джеймса Крісті як людину, яка мала представницький вигляд, був високий, красномовний, сповнений працьовитого ентузіазму. Був близький з такими людьми, як Ґаррік, Джошуа Рейнольдс та Ґейнсборо.
8 листопада 1803 року у віці 73 років помер у своєму будинку по вулиці Пелл-Мелл. Похований на кладовищі Сент-Джеймс.